# Harry B. Hawes

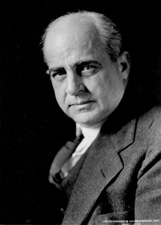
Harry B. Hawes

Harry Bartow Hawes, född 15 november 1869 i Covington, Kentucky, död 31 juli 1947 i Washington, D.C., var en amerikansk demokratisk politiker. Han representerade delstaten Missouri i båda kamrarna av USA:s kongress, först i representanthuset 1921-1926 och sedan i senaten 1926-1933.
Hawes flyttade 1887 till Saint Louis. Han avlade 1896 juristexamen vid Washington University in St. Louis och inledde därefter sin karriär som advokat i Saint Louis. Han tjänstgjorde i generalstaben under första världskriget. Hawes anställdes sedan av USA:s ambassad i Madrid. Han blev invald i representanthuset i kongressvalet 1920.
Senator Selden P. Spencer avled 1925 i ämbetet och efterträddes av George Howard Williams. Hawes vann fyllnadsvalet 1926 och valdes också samtidigt till en hel mandatperiod i senaten. Han avgick sedan några veckor i förtid, den 3 februari 1933 och efterträddes av Bennett Champ Clark.